# Energiespeicher
Energiespeicher dienen der Speicherung von momentan verfügbarer, aber nicht benötigter Energie zur späteren Nutzung. Diese Speicherung geht häufig mit einer Wandlung der Energieform einher, beispielsweise von elektrischer in chemische Energie (Akkumulator) oder von elektrischer in potenzielle Energie (Pumpspeicherkraftwerk). Im Bedarfsfalle wird die Energie dann in die gewünschte Form zurückgewandelt. Sowohl bei der Speicherung als auch bei der Energieumwandlung treten immer – meist thermische – Verluste auf.

## Einteilung und Übersicht

### Nach Energieform

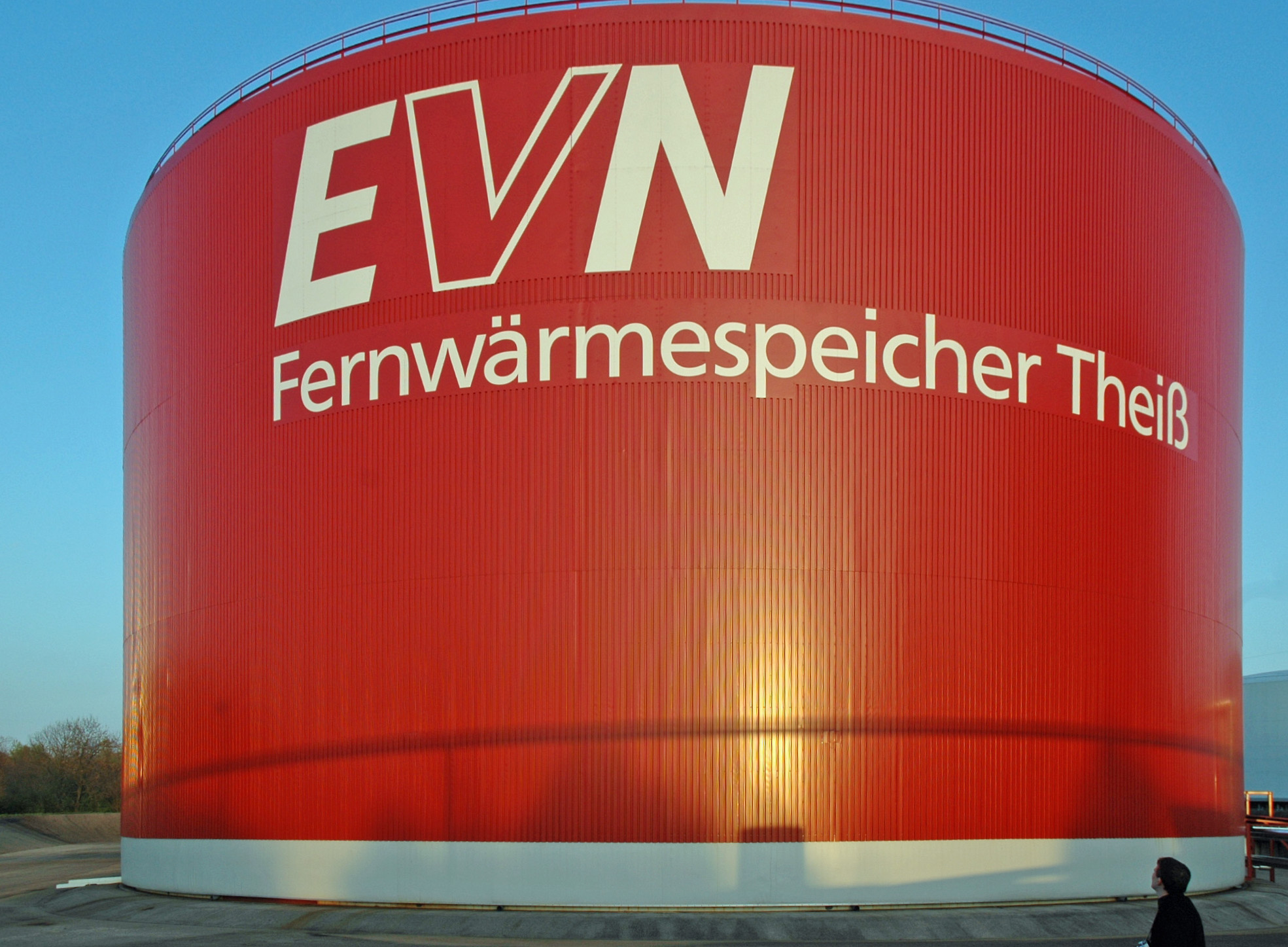
Fernwärmespeicher des Kraftwerkes Theiß mit 50.000 m³ Inhalt, welcher das Fernwärmenetz Krems speist. Speichervermögen 2 GWh

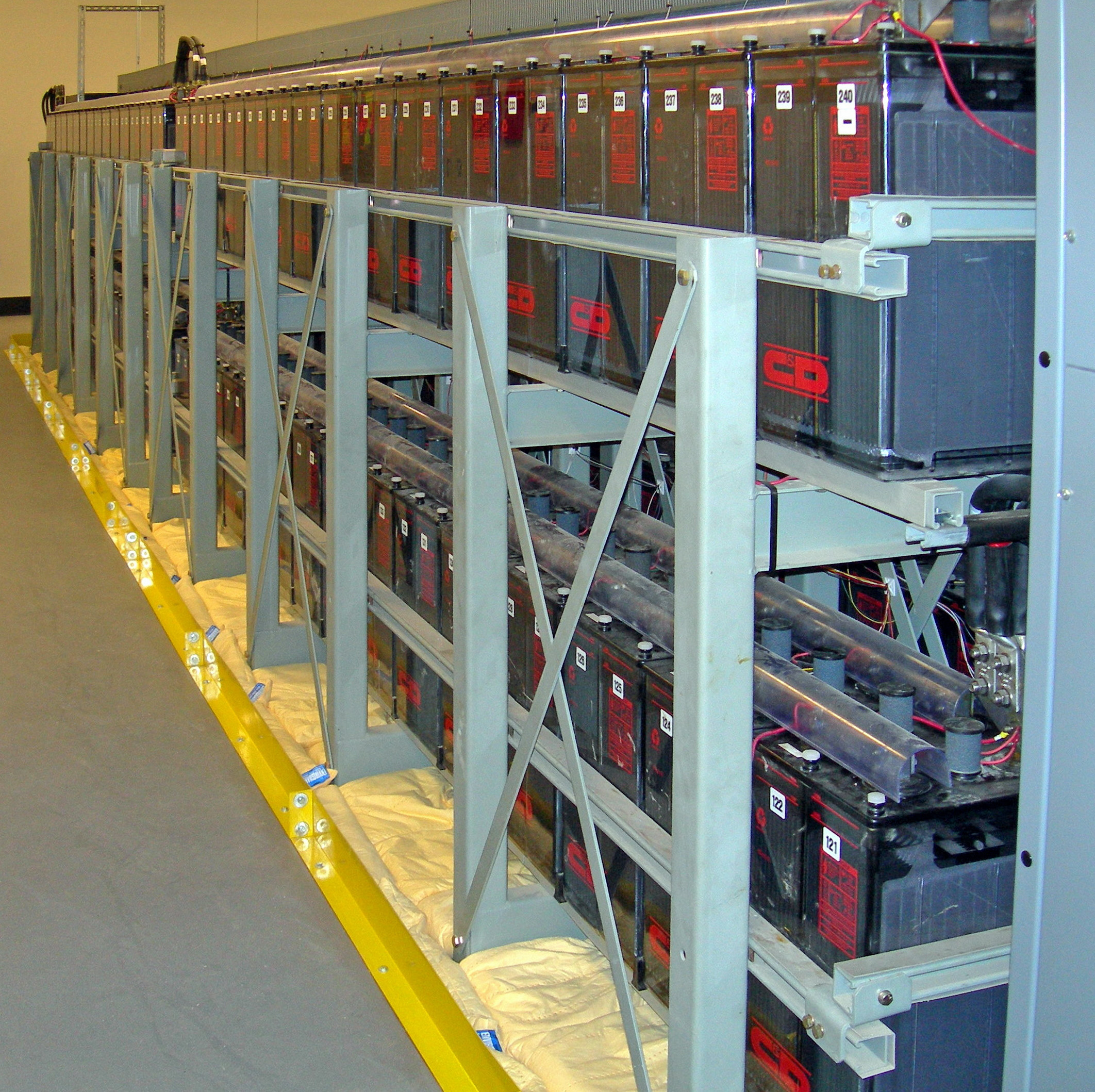
Batterieraum

Energiespeicher werden nach der gespeicherten (Haupt-)Energieform klassifiziert. Oft wird aber beim Auf- oder Entladen des Speichers eine davon abweichende Energieform verwendet. Beim Akkumulator wird beispielsweise elektrische Energie zugeführt; diese wird während des Aufladens in chemische Energie umgewandelt:
- Thermische Energie: Wärmespeicher, Fernwärmespeicher, Thermochemische Wärmespeicher, Latentwärmespeicher, Gasverflüssigung durch Kälte
- Chemische Energie:
  - anorganisch: galvanische Zelle (Batterie, Akkumulator), Redox-Flow-Batterie, Wasserstoff
  - organisch: ADP, ATP, AMP, Glykogen, Kohlenhydrate, Fette, Chemische Wasserstoffspeicher
- Mechanische Energie:
  - Kinetische Energie (Bewegungsenergie): Schwungrad bzw. Schwungradspeicher
  - Potentielle Energie (Lageenergie): Feder, Pumpspeicherkraftwerk, Druckluftspeicherkraftwerk, Hubspeicherkraftwerk
- Elektrische Energie: Kondensator, Supraleitender Magnetischer Energiespeicher

Daneben wird der Begriff teils auch für Behälter benutzt, die selbst keine Energie, sondern Brenn- oder Kraftstoffe aufnehmen:
- Kavernenspeicher für Rohöl, Erdgas und Druckluft
- Kohlehalde als Lagerort für Kohle
- Biogasspeicher, die etwa eine Tagesproduktion eines Biogaskraftwerks zwischenspeichern können.
- Porenspeicher für Erdgas
- Stauseen zur Regulierung des Zuflusses für Wasserkraftwerk sowie als Speicher für Speicherkraftwerke
- Lagertank und Kraftstofftank
- Adsorptionsspeicher

Oft wird auch die Brennstoffzelle als Energiespeicher bezeichnet. Sie ist jedoch nur in der Lage, elektrische Energie aus chemischen Reaktionen zu gewinnen und zählt somit zu den Energiewandlern, nicht zu den Energiespeichern.

### Nach Speicherdauer
Zudem lassen sich Energiespeicher anhand der Speicherdauer in Kurzzeit- und Langzeitspeicher unterteilen. Beispielsweise erfordern unterschiedliche Schwankungsmuster bei der Stromerzeugung mittels Photovoltaik (PV) und Windkraftanlagen einerseits und dem Stromverbrauch andererseits Speicherkapazitäten für verschieden lange Zeiträume. Je nach betrachteter Zeitskala kommen verschiedene Technologien zum Einsatz, wobei sich folgende Zeitfenster ausmachen lassen:
- Subsekundenbereich bis zu wenigen Minuten (Einspeisefluktuationen);
- bis zu einem Tag (z. B. PV-Tagesmuster);
- bis zu drei Tagen (Zufallsschwankungen);
- ein bis zwei Wochen (anhaltende Stark- oder Schwachwindperioden);
- saisonaler Ausgleich.

Kurzzeitspeicher speichern die jeweilige Energie für Sekundenbruchteile bis zu einem Tag, besitzen einen hohen Speicherwirkungsgrad und weisen hohe Zyklenzahlen auf. Zu ihnen zählen u. a. Schwungmassenspeicher, Kondensatoren, Spulen (als Sekundenspeicher), Akkumulatoren (als Minuten- bis Tagesspeicher) und Pumpspeicher und Druckluftspeicher als (Stunden- bis Tagesspeicher). Auch verschiedene latente und sensible Wärmespeicher können als Minuten- bis Tagesspeicher eingesetzt werden.
Langzeitspeicher können Energie hingegen über Tage bis Jahre speichern und besitzen pro Leistungseinheit ein sehr hohes Energiespeichervermögen. Sie weisen eine niedrige Selbstentladung auf und haben geringere Speicherwirkungsgrade sowie niedrigere Zyklenzahlen als Kurzfristspeicher. Zu ihnen zählen Gasspeicher, sensible und latente Wärmespeicher, Fernwärmespeicher, Brenn- und Kraftstoffe sowie manche Pumpspeicher.

## Speichern elektrischer Energie
Elektrische Energie lässt sich nur in verhältnismäßig geringen Mengen in Kondensatoren oder supraleitenden Spulen direkt speichern. Deshalb ist es wirtschaftlicher, die Energie verlustbehaftet in eine andere Energieart umzuwandeln und bei Bedarf wiederum mit Energieverlust zurückzuwandeln. Während der Speicherdauer verliert der Speicher selber Energie. Die Summe aller Einzelverluste kann erheblich sein und das Verfahren insgesamt unwirtschaftlich machen.
Die Wirtschaftlichkeit des Verfahrens steht bei Energiespeicherung meist im Vordergrund, also die Investitions- und Betriebskosten der Anlage und der Gesamtwirkungsgrad. Es geht zumindest bei großen Anlagen meist nicht um eine kurzfristige Leistungserhöhung. Bei sehr kleinen Anlagen wie beim Elektronenblitz steht manchmal die Leistungserhöhung im Vordergrund, weil beispielsweise die ursprüngliche Energiequelle nicht ausreichend Leistung abgeben kann. Auch hybride Speichersysteme sind möglich, um längerfristig geringe oder kurzfristige hohe Leistungsbedarfe bereitzustellen.
Bei häuslichen Photovoltaikanlagen werden derzeit ausschließlich Batteriespeicher eingesetzt.
| Verfahren                                    | max. Leistung in MW | Lebensdauer in Zyklen               | Wirkungsgrad in %       | Selbstentladung in %/h | Investition in €/kWh Speicherkapazität | Kosten je gespeicherter kWh in €-Cent   | Energiedichte in Wh/kg | Typ. Zeit der Entladung bei üblicher Baugröße |
| -------------------------------------------- | ------------------- | ----------------------------------- | ----------------------- | ---------------------- | -------------------------------------- | --------------------------------------- | ---------------------- | --------------------------------------------- |
| Normaler Kondensator                         | 0,01                | 100e6                               | 95                      | 0,01                   |                                        |                                         | 0,03                   | 0,01 s                                        |
| Superkondensator                             | 0,1                 | 0.5e6                               | 90                      | 0,2                    | 10.000                                 |                                         | 5                      | 100 s                                         |
| supraleitende Spule                          | 7                   | 1e6                                 | 90                      | ?                      | 30–200                                 |                                         | 0,03                   | 0,01 s                                        |
| Schwungrad (Stahl, alte Bauart) 3.000 min−1  | 15                  | 1e6                                 | 90                      | 3–20                   | 5000                                   |                                         | 6                      | 100 s                                         |
| Schwungrad (aufgewickelter CFK) 80.000 min−1 | 50                  | > 100.000                           | 95                      | 0,1–10                 | 500–1000                               |                                         |                        | 100 s                                         |
| Batteriespeicher (mit Blei-Akkumulatoren)    | 27                  | etwa 1000                           | 80                      | 0,01                   | 100                                    |                                         | 30–120                 | 4 h                                           |
| LiFePO4 Akkumulator                          | ?                   | 8000 bei 100 % Entladungsgrad (DOD) | 90                      | 0,01                   | ca. 420                                |                                         | 90                     | 10 h                                          |
| LiPo Akkumulator                             | ?                   | 80 % Restkapazität nach 500 Zyklen  | 88                      | 0,01                   | 300–400                                |                                         | 60                     | 7 h                                           |
| Pumpspeicherkraftwerk                        | > 3000              | > 1000                              | 80                      | 0                      | 71                                     | 3–5 (Speicherdauer 1 Tag)               | 0,1–3,3                | 8 h                                           |
| Druckluftspeicherkraftwerk                   | 290                 | ?                                   | 42–54                   | ?                      | Pilotanlagen                           | 2009: 5 (Speicherdauer 1 Tag)           | 9                      | 2 h                                           |
| Wasserstoff                                  | 0,2                 | 30.000 h (Brennstoffzelle)          | 34–62                   | 0,1                    | Versuchsanlagen                        | 2009: 25 (unabhängig von Speicherdauer) | 33.300                 | 0,5 h                                         |
| Methansynthese                               |                     | ?                                   | 30–54 (2011) >75 (2018) | < 0,00001              | Versuchsanlagen                        |                                         | 14.000                 | Wochen                                        |
| Hochtemperatur-Wärmespeicher                 |                     |                                     | 40–50                   | 0,01                   | Versuchsanlagen                        |                                         | 100–200                |                                               |

Die Angaben beziehen sich auf die größten realisierten Anlagen im Dauerbetrieb.
Anmerkungen:
- Die Leistungsbeschränkung bezieht sich in allen Fällen darauf, dass die gespeicherte Energie wieder durch eine „Umwandlungselektronik“ (z. B. einen Wechselrichter) in die ursprüngliche Art zurück gewandelt werden muss – das ist im Regelfall das 50-Hz-Netz; die angegebenen Werte können ohne diese Rückumwandlung weit übertroffen werden, wenn man beispielsweise einen Kondensator oder einen Akkumulator kurzschließt – dann kann die Momentanleistung um den Faktor 10.000 oder mehr höher sein als in der Tabelle angegeben. In der Tabelle geht es aber um Energiespeicher und nicht um Leistungserhöhung.
- Die angegebenen Lebensdauern sind geschätzte Richtwerte und keine absoluten Grenzwerte. Beispielsweise kann ein Schwungrad lange vor Erreichen der 1-Mio-Grenze ausfallen oder früher verschrottet werden. Bei Akkus kann die Lebensdauer sehr unterschiedlich ausfallen. Ausschlaggebend dafür ist vor allem die Zellchemie und die Betriebsart. Bleibatterien haben eine eher kurze Lebensdauer, Lithium-Ionen-Akkumulatoren können je nach Betrieb bis zu mehrere 10.000 Zyklen genutzt werden (z. B. Lithiumtitanat-Akkumulator), wobei der Akkumulator meist schon bei einer Restkapazität („state of health“) von etwa 80 % als verschlissen gilt. Positiv für eine lange Haltbarkeit sind möglichst niedrige Entladeströme (in der Regel liegt die Maximalbelastung bei stationären Speichern bei etwa 0,5–1 *C), gemäßigte Temperaturen und eine geringe Entladetiefe im mittleren Ladezustandsbereich („state of charge“). Beschleunigend für die Alterung wirken vor allem länger konstante Ladezustände nahe der Grenzwerte 0 % und 100 % und hohe Temperaturen. Häufig macht eine Second-Life Nutzung von gebrauchten Traktionsbatterien Sinn, da diese zwar nicht mehr praktikabel im Fahrzeug einzusetzen sind, aber für viele Jahre in einem stationären Speicher genutzt werden können, bevor sie letztendlich recycelt werden. Der bisher größte umgesetzte Second-Use Batteriespeicher befindet sich laut Daimler in Lünen, wo gebrauchte Batterien aus Smart ed Fahrzeugen zu einem 13 MWh Energiespeicher gebündelt wurden.[25] Auch neuwertige Traktionsbatterien können zum Einsatz kommen. So betreibt ebenfalls Daimler einen 15 MWh großen Speicher mit 3000 Ersatzmodulen für Smart-Fahrzeuge. Da die Module regelmäßig geladen werden müssen, um der Tiefentladung vorzubeugen, kann die Zyklisierung nebenbei auch noch zur Bereitstellung von Regelleistung genutzt werden. Der Zyklisierungsprozess findet laut der beteiligten Unternehmen sehr schonend statt, wodurch keine negativen Auswirkungen auf die Lebensdauer der Ersatzteile entstehen sollen.[26]
- Bei Methan und Wasserstoff sind für den Wirkungsgrad jeweils die Verdichtung des Gases mit 80 bar (Erdgasleitung) berücksichtigt worden. Der bessere Wirkungsgrad bezieht sich hierbei auf die Möglichkeit der Erzeugung von Strom und Wärme (KWK).

## Experimentelle Speicher
Thermovoltaik Speicher ermöglichen die Speicherung von Wärmeenergie in Graphit und deren Rückgewinnung aus Wärmestrahlung durch die Nutzung von Photovoltaikzellen. Der Wirkungsgrad liegt bei bis zu 40 % und die Graphitspeicher halten Temperaturen bis zu 2500 °C (Vgl. Dampfturbine 30 % und 1500 °C).

## Speicherbedarf durch die Energiewende

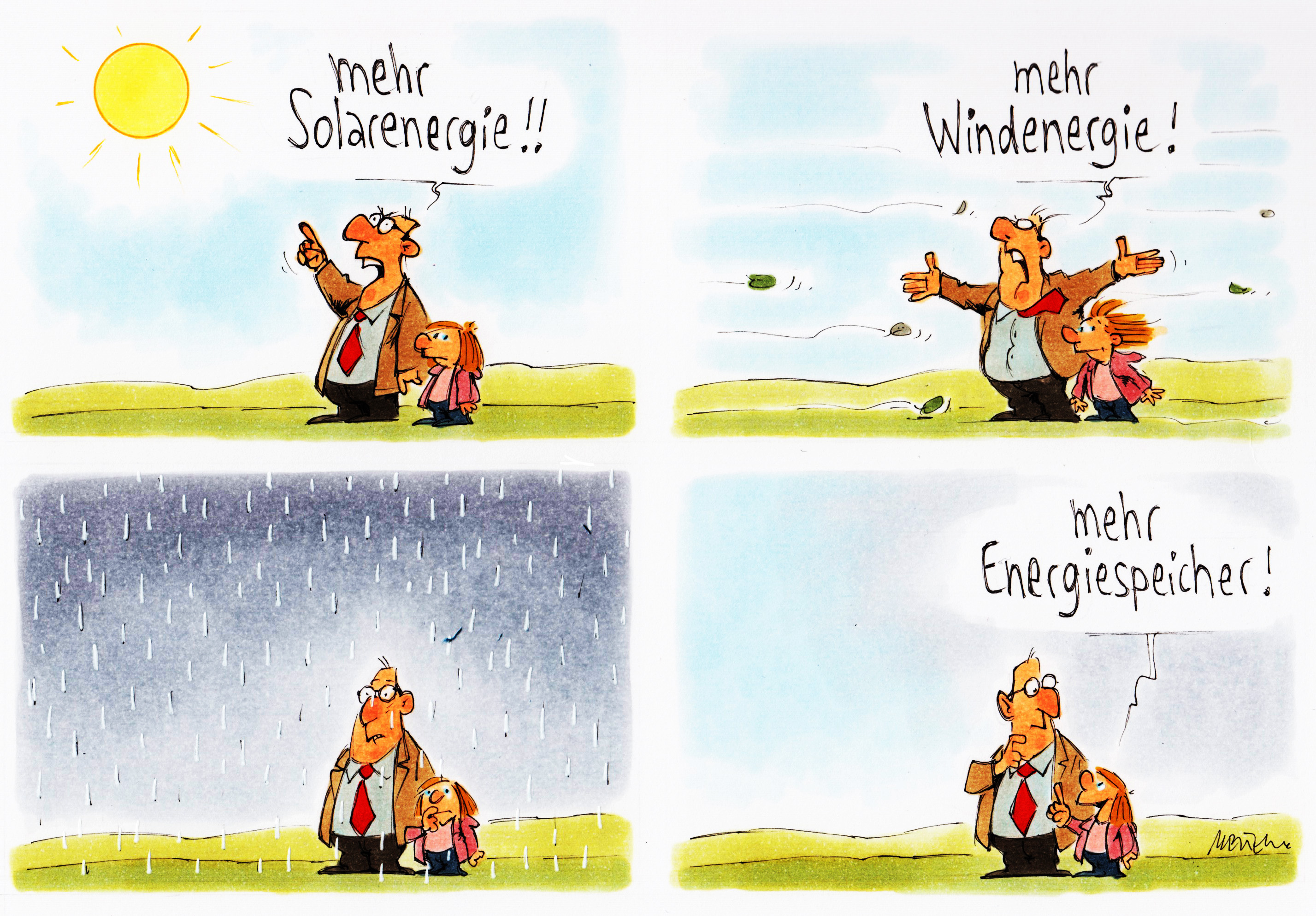
Karikatur zur Diskussion um die Notwendigkeit von Energiespeichern Gerhard Mester (2017)

Durch die Energiewende, die u. a. aus Umwelt- und Klimaschutzgründen sowie der Endlichkeit der fossilen Energieträger einen Umstieg von grundlastfähigen konventionellen Kraftwerken hin zu mehrheitlich fluktuierenden erneuerbaren Energien vorsieht, wird sich langfristig weltweit ein zusätzlicher Bedarf an Energiespeichern ergeben. Hierbei muss sich jede Speicherlösung ökonomisch gegen verfügbare Alternativen behaupten. Beispiele für solche Alternativen sind Demand Side Management, Demand Response, zusätzliche Stromleitungen oder die Nutzung von Synergieeffekten (z. B. zwischen Wasser- und Solar/Windenergie).
Wichtig in diesem Zusammenhang ist es, das Energiesystem ganzheitlich und gekoppelt zu betrachten und nicht nur den Stromsektor. So liegt der Sinn der sog. Sektorenkopplung u. a. darin, über die verschiedenen Sektoren des Energiesystems einen sehr flexiblen Stromverbrauch zu schaffen, der die nötige Flexibilität aufweist, um die Erzeugungsschwankungen der variablen erneuerbaren Energien aufzunehmen. Während z. B. Ansätze, die nur den Stromsektor alleine betrachten, oft vergleichsweise hohe und teure Stromspeicherkapazitäten erfordern, ermöglichen sektorgekoppelte Energiesysteme einen geringeren Einsatz von vergleichsweise teuren Stromspeichern, da die schwankende Erzeugung von Wind- und Solarstrom nicht mehr nur im Stromsektor ausgeglichen werden muss, sondern unter anderem auch Wärmesektor oder Verkehrssektor die nötige Flexibilität zum Ausgleich der Schwankungen liefern können. So sind z. B. große Fernwärmespeicher derzeit die günstigste Form der Energiespeicherung überhaupt.
Eine Notwendigkeit für Integrationsmaßnahmen der erneuerbaren Energien besteht erst ab der zweiten Phase der Energiewende, in der Deutschland mittlerweile angekommen ist. In dieser zweiten Phase der Energiewende müssen Maßnahmen wie z. B. der Aufbau von intelligenten Stromnetzen (englisch Smart Grids), der Ausbau der Stromnetze usw. erfolgen. Ab dieser Phase wird dann auch zunehmend der Einsatz von Kurzfristspeichern wie z. B. Pumpspeicher- oder Batteriespeichern sinnvoll. Langzeitspeicher wie die Power-to-Gas-Technologie werden erst notwendig, wenn es im Stromsystem hohe und längere Stromüberschüsse gibt, wie sie ab Anteilen der erneuerbaren Energien von mindestens 60 bis 70 Prozent zu erwarten sind. Auch hier ist es jedoch sinnvoll, zunächst das gewonnene Synthesegas nicht rückzuverstromen, sondern es vorwiegend in anderen Sektoren wie z. B. im Verkehrswesen einzusetzen. Die Rückverstromung ist schließlich der letzte Schritt bei der Umstellung des Energiesystems hin zu 100 % Erneuerbaren Energien.
Eine zu früh aufgebaute Speicherinfrastruktur kann ökologisch kontraproduktiv sein. So ist z. B. bis zu einem Anteil von ca. 40 % erneuerbaren Energien an der Jahresstromproduktion eine flexiblere Auslastung der bestehenden konventionellen Kraftwerke die vorteilhafteste Möglichkeit zur Einbindung von regenerativen Energien. Erst darüber werden zusätzliche Speicherkraftwerke benötigt. Speicher, die vorher gebaut werden, ermöglichen stattdessen eine bessere Auslastung von Braunkohlekraftwerken zulasten weniger umweltschädlicher Kraftwerke (Steinkohle und Erdgas) und erhöhen damit die CO2-Emissionen. Für eine Versorgung mit 100 % erneuerbaren Energien sind Energiespeicher zwingend erforderlich, wobei der notwendige Speicherbedarf durch Maßnahmen wie den internationalen Stromnetzausbau und die Erhöhung von Netzkuppelstellen stark reduziert werden kann. Durch Stromnetzausbau und den Aufbau von Speichern erhöhen sich die Kosten der Energieversorgung. Bei einer Vollversorgung mit 100 % erneuerbaren Energien werden die Mehrkosten für Speicherung auf 20–30 % der reinen Stromgestehungskosten der Erzeugung geschätzt.

## Marktentwicklung

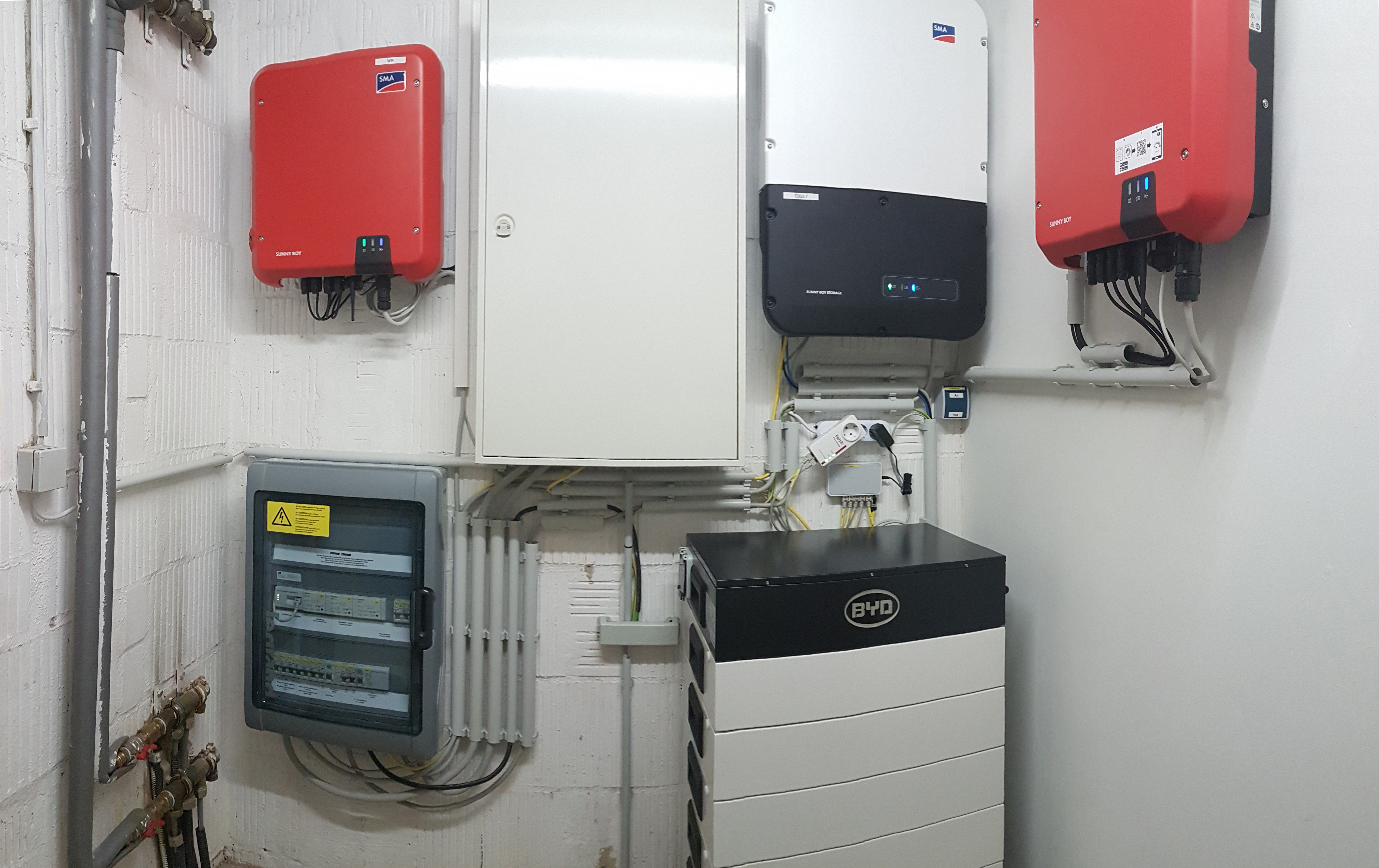
Wechselrichter einer PV-Anlage mit Batteriespeicher im Einfamilienhaus (2021)

Für Hauseigentümer mit eigener Energieeinspeisung durch Photovoltaik lassen sich seit etwa 2013 dezentrale Energiespeicher wirtschaftlich betreiben. Nach Angaben des Bundesverbandes Solarwirtschaft sind 2014 die Preise von Batteriespeichern um 25 % gefallen. Seit Mai 2013 fördert die KfW die Installation von Batteriespeichern einschließlich Anreizen zur Netzstabilisierung. Dadurch stieg die Nachfrage sprunghaft an. Nachdem die Förderung von Batteriespeichern zunächst zum 31. Dezember 2015 auslaufen sollte, wurde die Förderung entgegen der ursprünglichen Haltung von Sigmar Gabriel nach heftiger Kritik von zahlreichen Verbänden und Unternehmen dennoch in modifizierter Version verlängert. Es wird erwartet, dass Heimenergiespeicherung immer präsenter werden wird, angesichts der wachsenden Bedeutung von dezentraler Energieversorgung (vor allem Photovoltaik) sowie der Tatsache, dass Gebäude den größten Anteil am gesamten Energieverbrauch darstellen und die Einspeisetarife unter den Netzbezugstarifen liegen. Ein Haushalt nur mit Photovoltaik kann eine Energieselbstversorgung von maximal etwa 40 % erreichen. Um eine höhere Selbstversorgung zu erreichen, wird angesichts der unterschiedlichen Zeitverläufe von Energieverbrauch und der Energieeinspeisung aus Photovoltaik ein Energiespeicher benötigt.
Die Kombination von Photovoltaik mit Batteriespeichern hat insbesondere in Bayern und Nordrhein-Westfalen hohen Zubau erfahren, wie das Speichermonitoring des Bundeswirtschaftsministeriums zeigt. Möglich ist ebenfalls die Nutzung von alten Batterien aus E-Autos für Speicherkraftwerke. Diese haben dann noch etwa 80 % ihrer Speicherkapazität und können noch ca. 10 Jahre weiter zur Energiespeicherung oder zur Bereitstellung von Regelleistung dienen. Eine im Januar 2020 veröffentlichte Studie des Fraunhofer-Instituts für System- und Innovationsforschung (ISI) kommt zu dem Ergebnis, dass ab 2035 durch den wachsenden Marktanteil von Elektroautomobilität eine jährliche Batteriekapazität von 50 bis 75 GWh aus ausgedienten E-Fahrzeugen zur Verfügung stehen wird. Diese günstigen „Second-Life-Batterien“ könnten dann für die industrielle Stromspeicherung genutzt werden und eine höhere Systemsicherheit gewährleisten. Für eine optimale Nutzung bräuchte es allerdings standardisierte Batteriemanagementsysteme, sodass es zu möglichst wenig Kompatibilitätsproblemen kommt. Pilot-Projekte werden durchgeführt, jedoch nur mit Batterien eines Fahrzeugmodells. Es bestehe daher noch weiterer Forschungsbedarf.